# 萧子升
萧子升（1894年8月22日—1976年11月21日），又名蕭瑜，原名萧子昇，字旭東，號書同，绰号萧菩萨 ，湖南湘乡萧家冲人，著名教育家、学者。

## 生平
1894年8月22日，萧子升出生在湖南省湘乡县萧家冲，父亲萧岳英是著名教育家，曾经留学欧美。
1910年，萧子升在湘乡县东山高等小学堂读书。1909年至1911年，毛泽东也在湘乡县东山学校学习，萧岳英是毛泽东的物理老师，毛泽东和萧子升的弟弟萧三关系很好，萧三曾经借给毛泽东一本书《世界英杰传》，此书影响了毛泽东的整个人生轨迹。
1911年，萧子升考入湖南中路师范学堂（今湖南第一师范学院），1913年，毛泽东考入湖南第四师范，半年后，第四师范合并入第一师范。
1915年，萧子升从第一师范毕业，经教育家徐特立的介绍，最初是在修业学校读书。1916年，萧子升又应聘到了楚怡学校。1915年8月到1916年7月，萧子升和毛泽东通信十三次，主要谈论国家时事和大事。
1918年，萧子升、毛泽东一起创立新民学会。 萧子升任职总干事，毛泽东任职干事。
1919年，萧子升远赴法国勤工俭学，做蔡元培和李石曾建立的“华法教育会”秘书。萧子升是民国初年湖南青年参加赴法勤工俭学的主要策动者之一，而最早发起去法国勤工俭学的，是蔡元培和李石曾。
1921年3月到7月，萧子升和毛泽东经常在一起争论国家前途问题，毛泽东主张革命，萧子升主张改良。
1921年底到1924年，萧子升在法国留学。
1924年回国，萧子升出任国民党北平市党务指导委员、《民报》总编辑、中法大学教授、北京大学委员兼农学院院长、华北大学校长及国民政府农矿部次长、国立历史博物馆馆长等职。
1926年，段祺瑞政府发布的捕杀黑名单，李大钊排第一，萧子升排第二。
1927年，国共矛盾加剧最后双方闹翻后，萧子升和毛泽东就没来往了。
1930年，毛泽东的妻子杨开慧在长沙被捕，萧子升曾设法营救，但是无效。
1931年到中国抗日战争结束，萧子升几次远赴法国，后来一直居住在国外。李石曾在法国办了个中国国际图书馆，萧子升任职馆长。
1949年，萧子升随中華民国政府去台湾，后来又到法国、瑞士。
1952年，萧子升跟着中国国际图书馆一起搬到了南美洲的乌拉圭，从事教育事业。
1976年，萧子升在乌拉圭去世。

## 作品
- Siao-Yu.  [《萧子升回忆录：和毛泽东一起行乞记》]. Syracuse University Press. 1959. ISBN 978-1293725481 （英语）.
- 萧瑜. . 北京市: 昆仑出版社. 1989  [2018-05-22]. ISBN 9787800401503. （原始内容存档于2019-06-09）.

## 评价
杨昌济曾说自己有三位得意弟子：萧子升、蔡和森与毛泽东。三人被誉为“湘江三友”。

## 脚注
1. ↑  毛泽东给萧子升取的绰号，含义是萧子升性情温和，菩萨一样善良
2. ↑  “新民学会”名字出自《大学》“苟日新，日日新，又日新。”